# Jużno-Tambiejskoje
Jużno-Tambiejskoje – pole gazowe znajdujące się na półwyspie Jamał w Jamalsko-Nienieckim Okręgu Autonomicznym w Rosji. Położone jest w północno-wschodniej części półwyspu, nad brzegiem Zatoki Obskiej. Eksploatuje je spółka Novatek.
Pole zostało odkryte w 1974 roku. Wydobycie rozpoczęło się w 1976. Pole produkuje gaz ziemny oraz jego kondensaty. Szacuje się, że złoże zawiera 926 miliardów metrów sześciennych gazu, co pozwala na co najmniej 20 lat wydobycia w tempie 27 miliardów metrów sześciennych rocznie.
Infrastruktura wokół wydobycia na polu Jużno-Tambiejskoje składa się m.in. ze specjalnie do tego celu wybudowanego portu Sabietta nad Zatoką Obską. Mimo trudnych warunków lodowych port ma być całoroczny, obsługiwany przez specjalnie zaprojektowane do tego celu tankowce ARC7. W pobliżu złoża wybudowano też międzynarodowe lotnisko z pasem startowym o długości 2704 metrów.
W 2014 roku w związku z kryzysem finansowym w Rosji Novatek otrzymał rządowe wsparcie w wysokości 150 miliardów rubli na rozbudowę infrastruktury projektu Jamał LNG.